# Conacul Krupenski din Corjeuți
Conacul lui Krupenski este un monument de arhitectură de importanță națională din satul Corjeuți, raionul Briceni (Republica Moldova), construit în a doua jumătate al secolului al XIX-lea.
Actualmente, se află în degradare avansată, s-a păstrat doar una din clădirile conacului.

## Vezi și
- Lista conacelor din Republica Moldova